# Charles Sauvageot
Charles Sauvageot (París, 1781-1860) fou un violinista i arqueòleg francès.
Feu els estudis en el Conservatori de la seva ciutat natal, formà part de l'Orquestra de l'Òpera i després aconseguí una feina en l'administració de Duanes.
Amb el seu modest sou i privant-se a vegades fins i tot del més necessari, reuní una magnífica col·lecció d'objectes d'art, especialment de l'època del Renaixement, que donà a l'Estat el 1856, aconseguint amb aquest fet allotjament en el Museu del Louvre.
A més havia format una escollida biblioteca.

## Petita galeria d'obres donades al Museu de Louvre per Charles Sauvageot

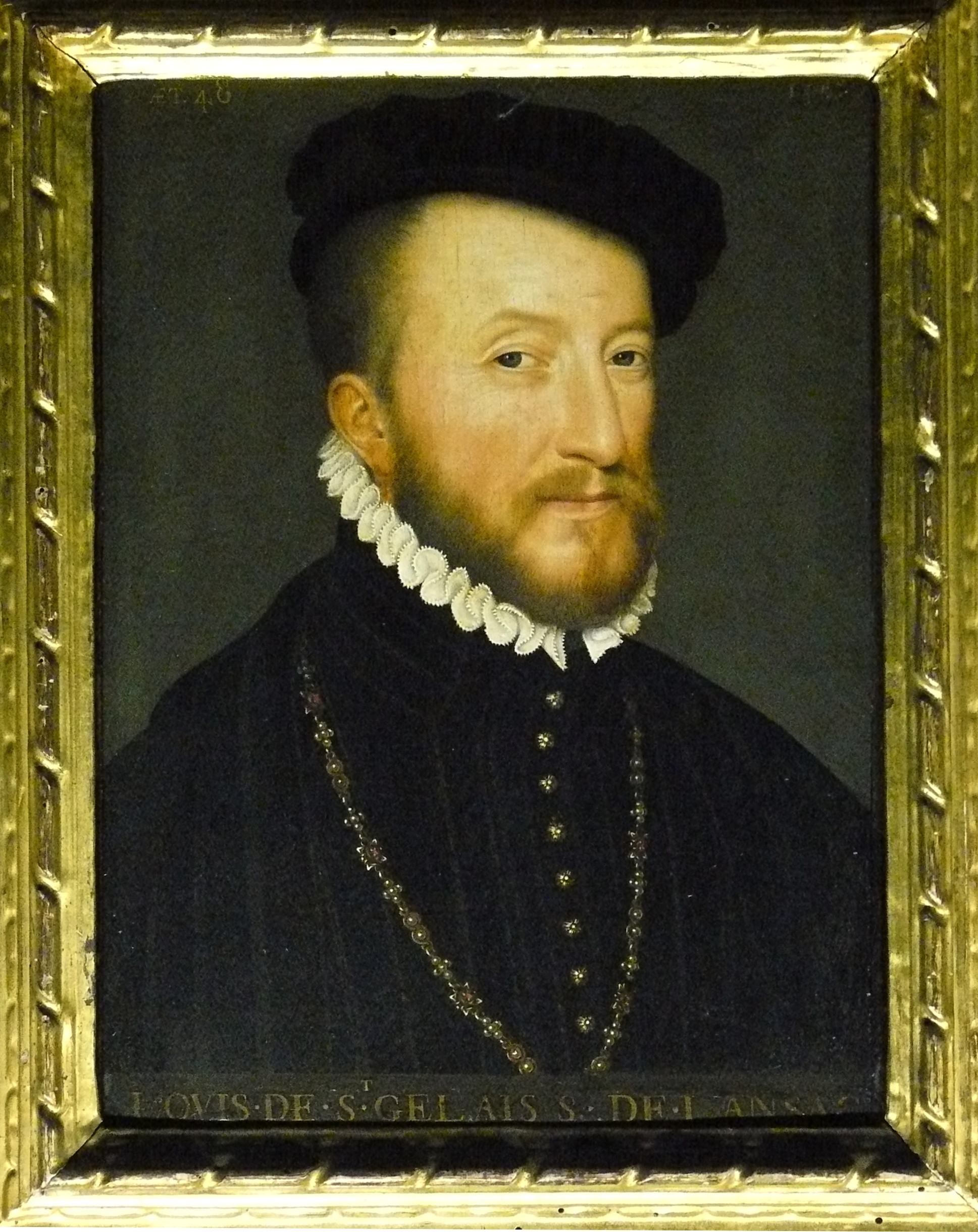
Retrat de Louis de Saint-Gelais (taller Clouet)
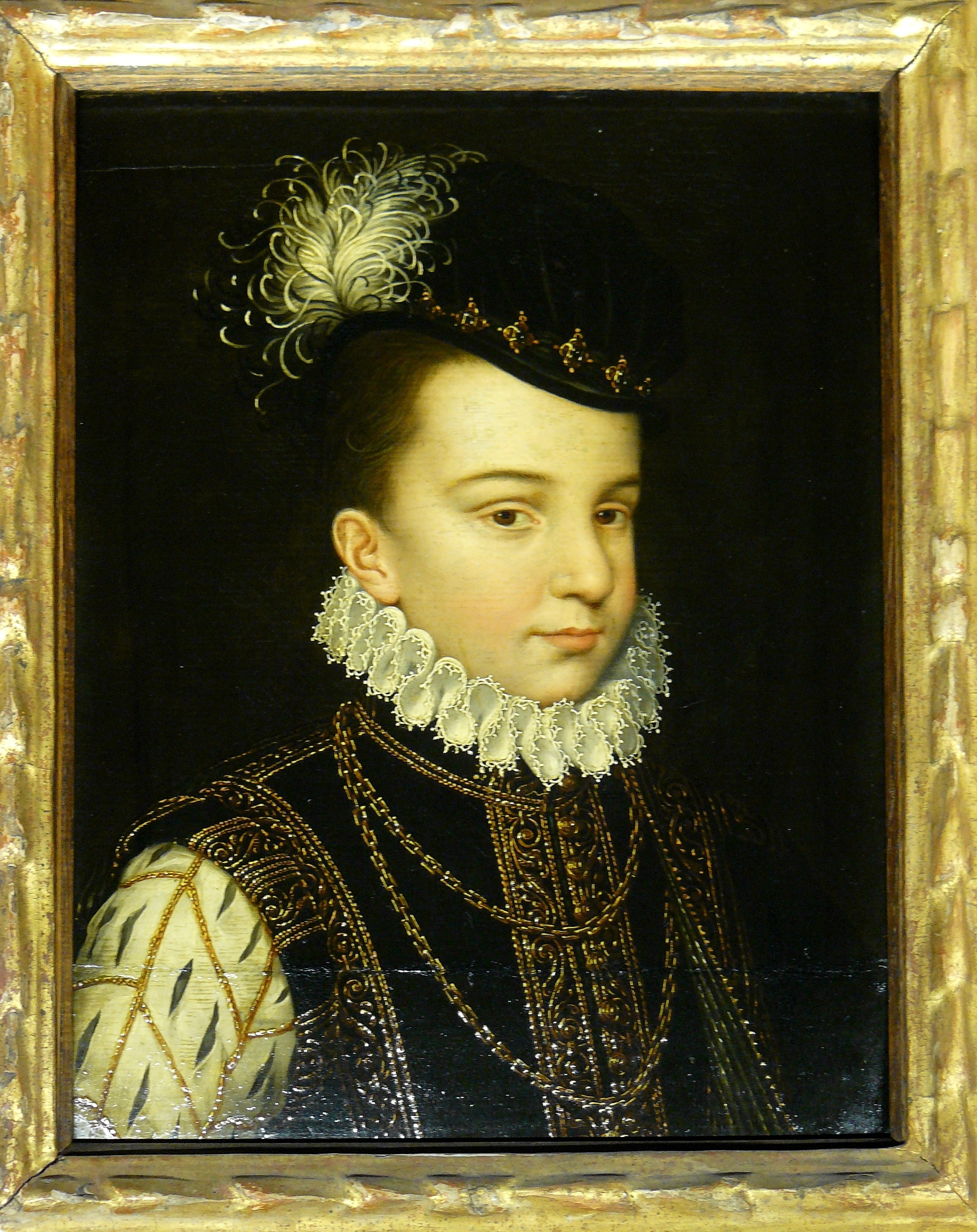
Retrat de François Hercule de França (taller Clouet)
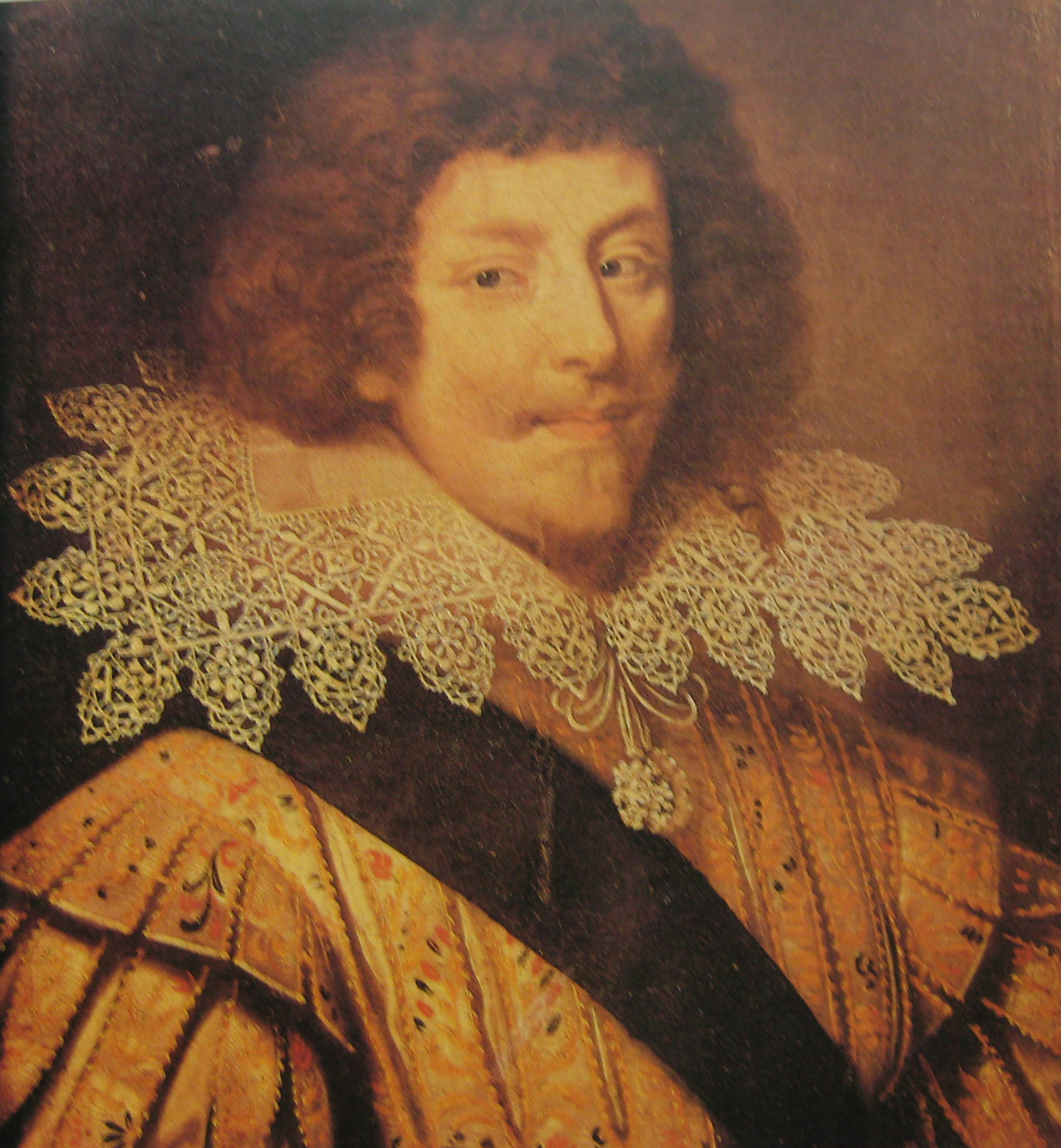
Retrat de Enric II de Montmorency (taller Clouet)
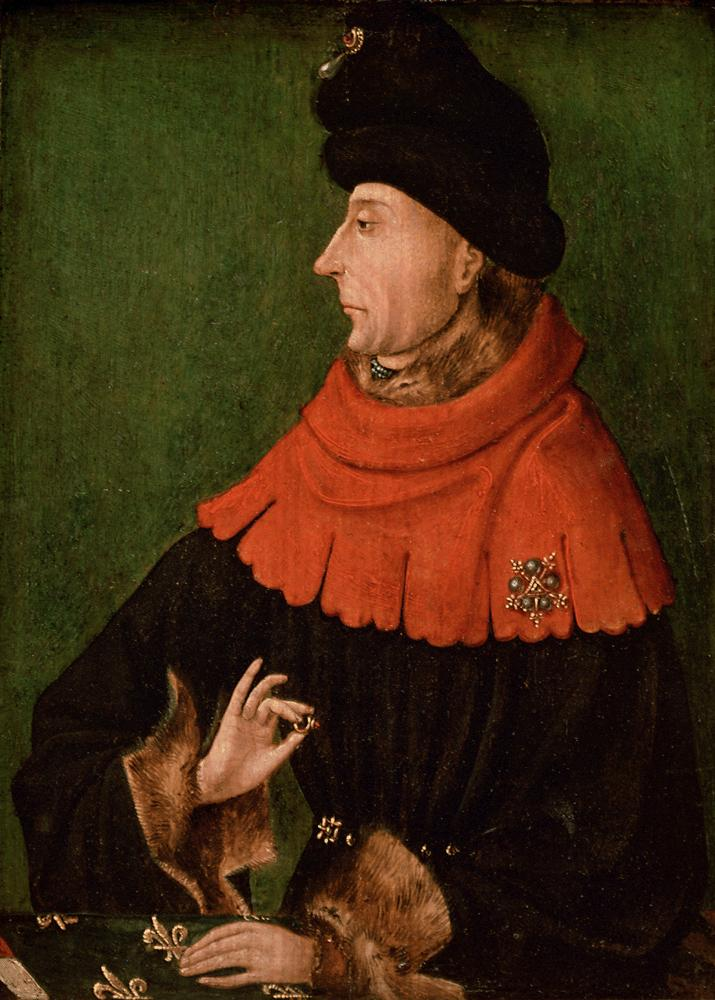
Retrat de John de Fearless (taller Clouet)